# Стемаське сільське поселення (Алатирський район)
Стема́ське сільське поселення (рос. Стемасское сельское поселение) — муніципальне утворення у складі Алатирського району Чувашії, Росія. Адміністративний центр та єдиний населений пункт — село Стемаси.
Станом на 2002 рік у складі Стемаської сільської ради перебувало також селище Калініно, яке пізніше було передане до складу Восходського сільського поселення.

## Населення
Населення — 1184 особи (2019, 1318 у 2010, 1572 у 2002).